# Томіслав Карамарко
То́міслав Карама́рко (хорв. Tomislav Karamarko) — хорватський політик, колишній міністр внутрішніх справ Хорватії, перший віце-прем'єр у правоцентристському уряді Тихомира Орешковича, керівник провідної правоцентристської партії країни — ХСП у 2012—2016 роках.

## Життєпис
Карамарко народився у місті Задар, що в Хорватії (на той час — Народна Республіка Хорватія у складі Федеративної Народної Республіки Югославія). Родом із села Крушево, що біля Задара, де і відвідував початкову школу. Закінчив факультет гуманітарних і соціальних наук Загребського університету в 1989 році, де вивчав історію. 
У 1992 році обійняв посаду керівника Канцелярії прем'єр-міністра Йосипа Манолича, а потім керував Канцелярією прем'єр-міністра Франьо Ґреґурича. З 1992 по 1993 рік очолював Адміністрацію тодішнього Голови хорватського парламенту Стіпе Месича.
З 1993 до 1996 року Карамарко перебував на посаді начальника поліції Загреба, а з 1996 по 1998 рік працював помічником міністра внутрішніх справ.
У 2000 році керував виборчим штабом кандидата в президенти Хорватії Стіпе Месича, а після перемоги останнього став радником президента з національної безпеки. Також обіймав посаду начальника Управління національної безпеки з 2000 по 2002 рік, керівника служби контррозвідки з 2004 по 2006 рік, та начальника Агентства безпеки і розвідки з 2006 по 2008 рік. У вересні 2011 року знову вступає в ХДС. На XV з'їзді ХДС 20 травня 2012 у другому турі Карамарко перемагає Мілана Куюнджича і стає 4-м головою ХДС.
Володіє англійською і російською мовами.
Повторно одружений, батько двох дітей від першого шлюбу і однієї від другого.